# Бонекки, Джузеппе
Джузеппе Бонекки (итал. Giuseppe Bonecchi) — итальянский пиита XVIII века, получивший при русском дворе почётное звание «придворного стихотворца».

## Биография
Джузеппе Бонекки по происхождению — флорентинец.
В 1740 году приехал в Россию по приглашению композитора и придворного капельмейстера Франческо Арайи специально для сочинения оперных либретто. 
Двор российской императрицы Елизаветы Петровны, любя пышность и великолепие, особенно покровительствовал опере. В опере «Беллерофонт», данной на второй день празднования восшествия на престол императрицы Елизаветы Петровны (26 ноября 1741 года), в роли баснословного героя пытался изобразить высокие качества новой императрицы. Публика была в восторге (на русском языке опера была впервые напечатана в 1757 году в Санкт-Петербурге). 
К венчанию Петра III Фёдоровича и принцессы Екатерины II Алексеевны Джузеппе Бонекки по повелению императрицы сочинил оперу «Сципион», с большою пышностью сыгранную на придворной сцене в 1745 году. 
24 апреля 1751 года, в день воспоминания торжества коронации императрицы, была поставлена сочиненная Бонекки опера «Евдокия венчанная, или Феодосий Вторый» (на русский язык переведена статс-секретарём Екатерины II А. В. Олсуфьевым). 
По случаю окончания войны между Россией и Швецией и заключения между державами вечного мира была поставлена опера «Селевк», сочиненная Бонекки (на русский язык также переведена Олсуфьевым и напечатана в Петербурге в 1774 году). 
Редкое торжество обходилось без прославления его Бонекки. Успеху представлений весьма способствовали таланты Франческо Арайи, балетмейстера и автора балетов Фоссано и ведавшего декорациями и машинной частью Валерьяни, в адрес которого было произнесено: «перспективы профессор и театральной архитектуры инженер». 
В 1752 году Джузеппе Бонекки возвратился на родину. 1768 году приехал в Прагу, где помогал Йозефу Мысливечеку поставить оперу «Беллерофонт», тогда ещё малоизвестную в Европе. Это произведение стало первым крупным успехом Мысливечека. В первой постановке, состоявшейся в 1767 году на сцене оперного театра Сан-Карло в Неаполе, участвовала знаменитая певица Катерина Габриэлли.